# Campeonato Mundial de Ciclismo en Ruta de 1971
Los Campeonatos del mundo de ciclismo en ruta de 1971 se celebró en la ciudad suiza de Mendrisio del 5 y 6 de septiembre de 1971.

## Resultados
| Evento                     | Oro                                                                                   | Oro            | Plata                                                                          | Plata | Bronce                                                               | Bronce      |
| -------------------------- | ------------------------------------------------------------------------------------- | -------------- | ------------------------------------------------------------------------------ | ----- | -------------------------------------------------------------------- | ----------- |
| Pruebas masculinas         |                                                                                       |                |                                                                                |       |                                                                      |             |
| Hombres - carrera en línea | Eddy Merckx · Bélgica                                                                 | 6 h 39 min 06s | Felice Gimondi · Italia                                                        | m.t.  | Cyrille Guimard Francia                                              | + 1 min 13s |
| Contrerreloj por equipos   | Bélgica · Gustaaf Hermans · Gustaaf Van Cauter · Louis Verreydt · Ludo Van Der Linden | 2h 12' 32"     | Países Bajos · Fedor den Hertog · Adri Duyker · Frits Schur · Aad van den Hoek | + 37" | Polonia · Edward Barcik · Stanisław Szozda · Jan Smyrak · Lucjan Lis | + 2' 20"    |
| Amateur - carrera en línea | Régis Ovion Francia                                                                   | 4h 03' 54"     | Freddy Maertens · Bélgica                                                      | -     | José Luis Viejo                                                      | -           |
| Pruebas femeninas          |                                                                                       |                |                                                                                |       |                                                                      |             |
| Mujeres - carrera en línea | Anna Konkina Unión Soviética                                                          | 1h 24' 02"     | Morena Tartagni · Italia                                                       | -     | Keetie van Oosten-Hage · Países Bajos                                | -           |